# Тсул Калу
Тсул Калу е криптид и легендарно създание от митологията на племето Чероки, почитано в ловни ритуали. Те го описват, като голям гигант с мускулесто тяло, който живее в мрачните усойни гори. 

## Теории
- Според биолозите става дума за северноамериканската черна мечка, която, вероятно, прародителите на Чероките приемали, като пратеник на боговете и наричали с това име.

- Друга теория защитават криптозоолозите и най-вече Карл Шукер, който твърди, че става въпрос за вид човекоподобен примат вероятно от вида на Йети и Саскуоч, който живее в непристъпните райони на Северна Америка.

- Етнолозите подкрепят теорията, че вероятно това са просто легенди в които няма нищо реално за което да говорят индианците.

## История
През 1823 европейците за пръв път разбират от индианците за съществото Тсюли Кюла, както го наричали чероките. Те говорели за гигантът от гората който помагал в лов на добрите и пречел на нечистите.